# 特兰 (奥恩省)
特兰（法語：Trun，法語發音：[tʁœ̃] ⓘ）是法国奥恩省的一个市镇，属于阿让唐区。

## 地理
特兰（48°50'36"N, 0°1'59"E）面积9.12 平方千米，位于法国诺曼底大区奧恩省，该省份为法国西北部内陆省份，北起顺时针与卡爾瓦多斯省、厄尔省、厄尔-卢瓦省、萨尔特省、马耶讷省和芒什省接壤。
与特兰接壤的市镇（或旧市镇、城区）包括：蒙特勒伊-拉康布、库隆斯、埃科尔什、方丹莱巴塞、欧日地区卢维耶尔、迪沃河畔诺夫、迪沃河畔图尔奈。
特兰的时区为UTC+01:00、UTC+02:00（夏令时）。

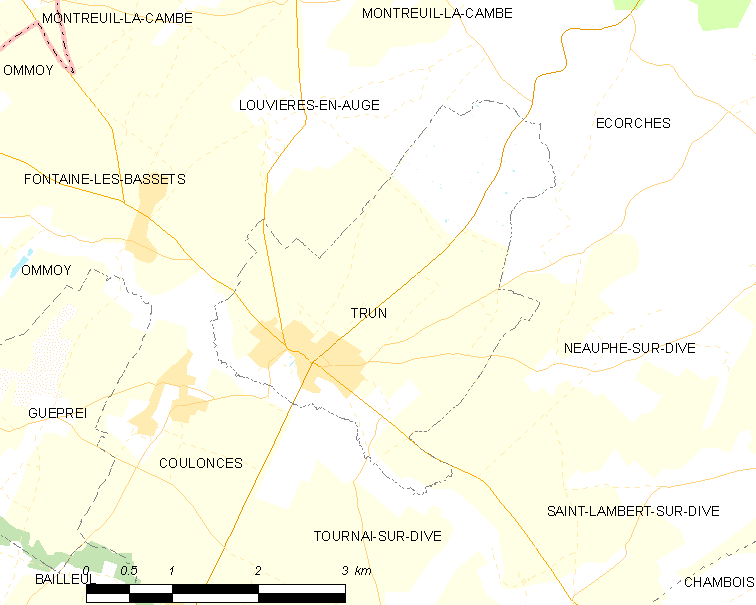
特兰的OSM定位图

## 行政
特兰的邮政编码为61160，INSEE市镇编码为61494。

## 政治
特兰所属的省级选区为阿让唐第二县。

## 文化

### 遗迹
特兰附近存在一些高卢罗马文化废墟。十九世紀，特兰的一個墨洛溫王朝大墓地被考古學家发现。

## 经济
- Heller SA（英语：Heller SA）：一家塑料比例模型制造商。[3]

## 人口

1962-2008年间特兰人口变化图示

特兰于2022年1月1日时的人口数量为1183人。

## 扩展阅读
- Bonnet de la Tour, R. . 1968 （法语）.
- Camus, Pierre; Gondouin, Ghislain. Sutton, Alan , 编. . 1996 （法语）.

## 外部聯接
- 官方網頁 （页面存档备份，存于）